# فولفغانغ فايرزينغار
فولفغانغ فايرزينغار (بالألمانية: Wolfgang Feiersinger)‏ (مواليد 30 يناير 1965) هو لاعب كرة قدم. يلعب مع منتخب النمسا لكرة القدم. سبق له أن لعب في كأس العالم لكرة القدم مع منتخب بلاده.

## روابط خارجية
- فولفغانغ فايرزينغار على موقع الاتحاد الدولي (مؤرشف)  (الإنجليزية)
- فولفغانغ فايرزينغار على موقع الاتحاد الأوربي (الإنجليزية)
- فولفغانغ فايرزينغار على موقع قاعدة بيانات كرة القدم.إي يو (الإنجليزية)
- فولفغانغ فايرزينغار على موقع بيانات كرة القدم. دي إي (الألمانية)
- فولفغانغ فايرزينغار على موقع ناشيونال فوتبول تيمز (الإنجليزية)
- فولفغانغ فايرزينغار على موقع Soccerway.com (الإنجليزية)
- فولفغانغ فايرزينغار على موقع عالم كرة القدم.نت (الإنجليزية)